# Cantonul Villeneuve-l'Archevêque
Cantonul Villeneuve-l'Archevêque este un canton din arondismentul Sens, departamentul Yonne, regiunea Burgundia, Franța.

## Comune
- Bagneaux
- Chigy
- Courgenay
- Flacy
- Foissy-sur-Vanne
- Lailly
- La Postolle
- Les Clérimois
- Les Sièges
- Molinons
- Pont-sur-Vanne
- Saint-Maurice-aux-Riches-Hommes
- Theil-sur-Vanne
- Vareilles
- Villeneuve-l'Archevêque (reședință)
- Villiers-Louis
- Voisines